# 女鬼トンネル
女鬼トンネル（めきとんねる、Meki Tunnel）は、三重県道119号松阪度会線沿線の三重県多気郡多気町にあるトンネルである。正式名称は女鬼隧道（めきずいどう）。本項目では、女鬼峠及び新女鬼トンネルについても記述する。

## 概要
熊野街道（熊野古道）伊勢路の最初の難所であった、女鬼峠の西にある。鉄製の扉が入り口の両側に設置されているため、トンネルを通過することはできない。トンネル入り口に掲げられている「女鬼隧道」の文字は当時の三重県知事である早川三郎の筆。
- 正式名称：女鬼隧道
- 通称：女鬼トンネル、旧女鬼トンネル[2]
- 略称：女鬼トン、女鬼
- 起点：三重県多気郡多気町野中字成川
- 終点：三重県多気郡多気町相鹿瀬（おうかせ）
- 全長：103m[1]
- 幅：4.0m[1]
- 高さ：4.6m

## 新女鬼トンネル
- 1996年（平成8年）12月に開通。
- 全長：241m
- 幅：7m
- 高さ：4.7m
- 通行料：無料
- 歩道も整備されている。
- 旧女鬼トンネルと比べて規模が拡大し、通行しやすい。
- トンネルの入り口には、所在地多気町の主産物である、茶と柿の絵が描かれている。

## 女鬼峠
女鬼トンネルの東にある、旧熊野街道伊勢路の峠。標高150m。峠には観音像が祀られている。
千枚岩の切り通しになっている。江戸時代には「祢き峠（ねきとうげ）」、「ねぎ峠」等の名称も用いられた。往時の道の景観をよくとどめている。
案内看板を設置するなど、地元住民による整備が進められ、行楽地化しつつある。なお、整備が行われる以前は通行すら困難であったが、現在ではマウンテンバイクでも通行することができる。

## 歴史
- 江戸時代以前：熊野街道伊勢路の一部として存在。女鬼峠は、伊勢路最初の峠道であった。
- 1738年（元文3年）－女鬼峠南側に如意輪観音の石仏が設置される。[3]
- 1932年（昭和7年）－三重県道119号松阪度会線として整備開始。
- 1934年（昭和9年）－女鬼トンネル（女鬼隧道）開通[1]。
- 1996年（平成8年）－新女鬼トンネル開通。これにより、旧女鬼トンネルは役目を終える。
- 2000年（平成12年）4月－女鬼峠再生計画が開始。